# Niilo Pulkka
Niilo Paavali Pulkka, född 22 april 1912 i S:t Michel, död 12 juli 2005 i Helsingfors, var en finländsk arkitekt.
Pulkka, som var son till snickarmästare Emil Pulkka och Matilda Pulkkinen, blev student 1931 och utexaminerades från Tekniska högskolan i Helsingfors 1942. Han var verksam som arkitekt vid Konsumtionsandelslagens centralförbund (KK) 1937–1952 och assistent i arkitektur vid Tekniska högskolan 1945–1947. Han innehade tillsammans med hustrun, arkitekt Aili Pulkka, född Waris, ett eget arkitektkontor i Helsingfors 1952–1987. Han var allmän syneman i Helsingfors stad 1960–1963.